# Landesmuseum Württemberg
Le Landesmuseum Württemberg (musée de l'État du Württemberg), établi à Stuttgart, est le principal musée historique de la partie du Württemberg dans le Land allemand du Bade-Wurtemberg.

## Histoire
L'origine du musée trouve ses sources dans le « Kunstkammer » (Cabinet d'art et de curiosités) du XVIe siècle des ducs (plus tard rois) du Wurtemberg qui résidaient à Stuttgart. En tant que musée, il a été fondé en 1862 par le roi Guillaume Ier.
Pour le 150e anniversaire de sa fondation, en 2012, le Landesmuseum inaugure l'exposition LegendäreMeisterWerke à l'Altes Schloss, comprenant 1 500 pièces de l'histoire culturelle du Wurtemberg de l'âge de la pierre au temps du royaume.

## Collections

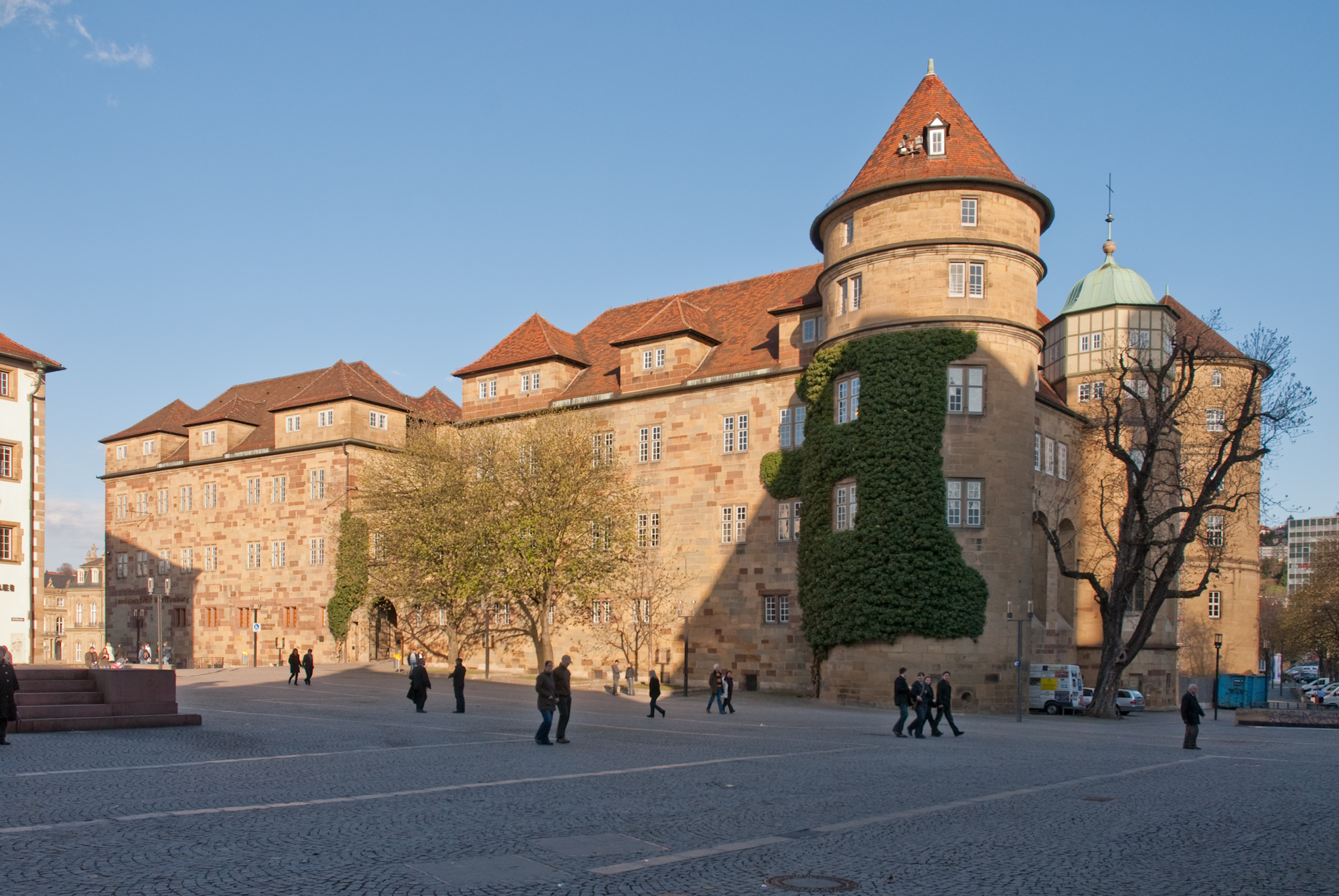
Le Altes Schloss de Stuttgart, aujourd'hui Landesmuseum Württemberg, vu depuis la Schillerplatz, près du monument de Schiller

Le site principal du musée est le Altes Schloss, où se trouvent la grande majorité des galeries. Le Neues Schloss (de) et le château de Waldenbuch  (à 15 km de Stuttgart) abritent le reste des collections. Elles sont regroupées en trois catégories principales :
- Sammlung Archäologie (Collection Archéologie)[3]
  - Paléolithique
  - Néolithique
  - Âge du bronze
  - Âge du fer
  - Antiquité
  - Le temps romain
  - Haut Moyen Âge

- Sammlung Kunst und Kulturgeschichte (Collection Histoire de la culture et de l'art)[4]
  - Collection graphique et cartographique
  - Costumes et textiles
  - Artisanat
  - Art et trésors de la couronne du Wurtemberg
  - Peinture
  - Meubles
  - Coin cabinet
  - Instruments de musique
  - Sculpture et arts plastiques
  - Jouets historiques
  - Horloges et instruments scientifiques
  - Militaire et armement

- Sammlung Populär und Alltagskultur (Collection Culture populaire et quotidienne)[5]
  - Monde des images
  - Vêtements, corps, hygiène
  - Vie
  - Travail
  - Le monde des marchandises
  - Loisirs
  - L'histoire du temps

## Restitution des œuvres d'art pillées par les nazis
En Novembre 2012  le museum a annoncé la restitution de deux horloges de la Renaissance provenant de la collection d'Eugen Gutmann, fondateur de la Dresdner Bank. Les horloges avaient fait l'objet d'une vente forcée au marchand nazi Julius Böhler de Munich en 1942 par le fils de Gutmann, Fritz, qui été déporté avec sa femme et assassiné dans la Shoah.

## Source
- (en) Cet article est partiellement ou en totalité issu de l’article de Wikipédia en anglais intitulé « Landesmuseum Württemberg » (voir la liste des auteurs).